# Alyxia graciliflora
Alyxia graciliflora är en oleanderväxtart som beskrevs av D. J. Middleton. Alyxia graciliflora ingår i släktet Alyxia och familjen oleanderväxter. Inga underarter finns listade i Catalogue of Life.